# شرطة وست ميدلاندز
شرطة وست ميدلاندز هي قوة الشرطة المسؤولة عن إنفاذ القانون في المقاطعة الحضرية لوست ميدلاندز في إنجلترا.
تغطي القوة منطقة تبلغ مساحتها 348 ميل مربع (900 كـم2) ويبلغ عدد سكانها 2.93 مليون نسمة، بما في ذلك مدن برمينغهام، كوفنتري، وولفرهامبتون وأيضًا البلد الأسود. في عام 2020، كان هناك 6,846 ضابط شرطة، و484 ضابط دعم مجتمع الشرطة (PCSO)، و219 شرطي خاص متطوع.
يقود القوة رئيس الشرطة كريغ غيلدفورد. تنقسم منطقة القوة إلى عشر وحدات شرطة محلية (LPUs)، يتم تقديم الخدمة لكل منها من خلال أربع فرق شرطة أساسية – الاستجابة، الأحياء، التحقيق والعمل المجتمعي والأولويات (CAPT) – بدعم من عدد من فرق الجريمة المتخصصة. تشمل هذه الفرق المتخصصة شرطة التحقيق الجنائي، المرور ووحدة الأسلحة النارية.
شرطة وست ميدلاندز هي شريك، جنبًا إلى جنب مع شرطة ستافوردشاير، في مجموعة شرطة الطرق السريعة المركزية. تشارك القوة في عدد من اتفاقات تقاسم الموارد بما في ذلك خدمة الشرطة الجوية الوطنية.

## التاريخ

### الشرطة الإقليمية في وست ميدلاندز قبل عام 1974

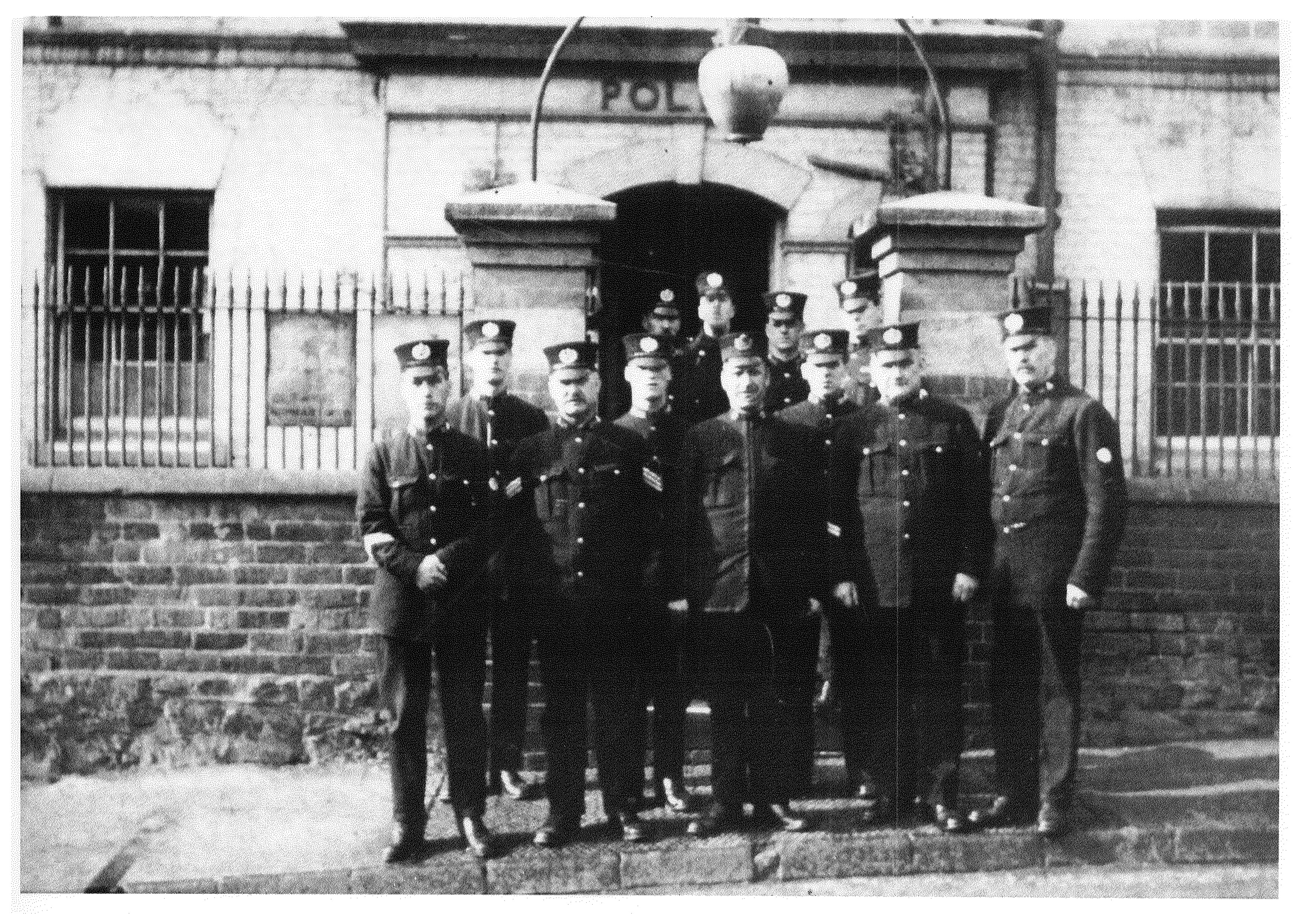
صورة تاريخية لمركز شرطة سيدجلي

قبل تشكيل شرطة وست ميدلاندز كما هي معروفة اليوم، كانت المنطقة التي تغطيها القوة الآن تخدمها ست قوات شرطة أصغر. كانت هذه القوات كما يلي:
- شرطة مدينة برمينغهام 1839–1974: تأسست في عام 1839 بعد اندلاع أعمال شغب ميثاقية اضطرت شرطة العاصمة للمساعدة في قمعها، خرج ضباط شرطة مدينة برمينغهام إلى الشوارع لأول مرة في 20 نوفمبر من ذلك العام.[3] في البداية، بلغ عدد الضباط 260 ضابطًا يتقاضون 17 شلن في الأسبوع،[3] توسعت القوة لمواكبة نمو المدينة مع إضافة المناطق الأخيرة قبل اندماج القوة في شرطة وست ميدلاندز وهي منطقة هوليوود.[4]
- شرطة كوفنتري 1836–1974: تأسست مع قانون البلديات في عام 1836، كانت شرطة كوفنتري في البداية تتكون من عشرين ضابطًا فقط بدعم من رقيب واحد ومفتش واحد.[3] وصلت القوة إلى قوة 137 ضابطًا بحلول عام 1914 واستمرت في النمو حتى تم دمجها في عام 1969 مع شرطة وارويكشاير وكوفنتري، التي أصبحت جزءًا منها حتى تشكيل شرطة وست ميدلاندز.
- شرطة منطقة دادلي 1920–1966: كانت سابقًا جزءًا من شرطة ورسيستيرشاير، حصلت دادلي على قوة شرطة خاصة بها في 1 أبريل 1920 بعد مراجعة من قبل مفتش جلالة الملك التي اقترحت أن ترتيبات الشرطة السابقة لم تكن مرضية.[5] ظلت شرطة منطقة دادلي مستقلة حتى اللجنة الملكية في عام 1960 التي أدت إلى إدراجها كجزء من شرطة وست ميدلاندز التي تم تشكيلها حديثًا.
- شرطة منطقة والسول 1832–1966: بالابتعاد عن نظام "الحراسة"، تم تشكيل شرطة منطقة والسول في 6 يوليو 1832 مع قوة أولية تتكون فقط من مشرف واحد وثلاثة ضباط.[6] كما هو الحال مع القوات الإقليمية الأخرى، توسعت شرطة منطقة والسول مع نمو سكان المنطقة وعينت أول محققين لها في عام 1852. استقطبت القوة أول متطوعات لها في عام 1918 وفي الستينيات أصبحت واحدة من أولى القوات التي تصدر لضباطها أجهزة راديو شخصية. كما هو الحال مع قوة شرطة دادلي، أصبحت شرطة منطقة والسول جزءًا من شرطة وست ميدلاندز بعد اللجنة الملكية.
- شرطة وست ميدلاندز 1966–1974: استمرت ثماني سنوات فقط، كانت شرطة وست ميدلاندز قوة تم تشكيلها حديثًا تضم عددًا من قوات الشرطة البلدية الأصغر بما في ذلك شرطة منطقة دادلي، شرطة منطقة والسول، شرطة منطقة وولفرهامبتون وأجزاء من شرطة ستافوردشاير وورسيستيرشاير.[7] كان تشكيل شرطة وست ميدلاندز نتيجة للجنة الملكية في الستينيات حول الشرطة.
- شرطة منطقة وولفرهامبتون 1837–1966: تمت الموافقة على تشكيل شرطة منطقة وولفرهامبتون في 3 أغسطس 1837 بشرط ألا تتجاوز قوة القوة ستة عشر رجلاً.[8] أدى قانون الشرطة 1839 إلى استلام شرطة مقاطعة ستافوردشاير مسؤولية الشرطة في وولفرهامبتون مع استعادة شرطة منطقة وولفرهامبتون مسؤولية الشرطة في البلدة في عام 1848. في مطلع القرن العشرين، بلغت قوة القوة 109 ضابطًا، ووصلت إلى ذروة بلغت حوالي 300 قبل أن تصبح القوة جزءًا من شرطة وست ميدلاندز قصيرة العمر في عام 1966.

### تأسيس شرطة وست ميدلاندز

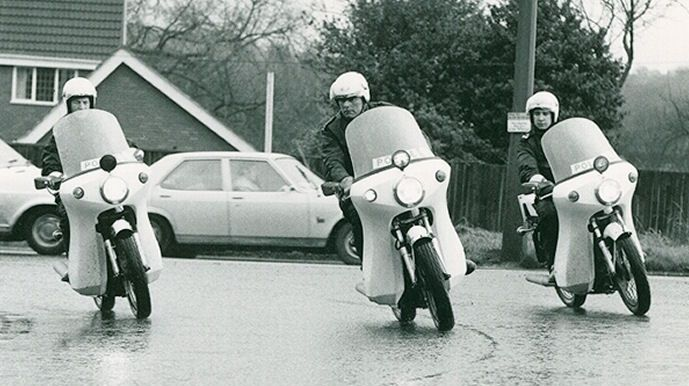
دراجات شرطة وست ميدلاندز في السبعينيات

تم تشكيل شرطة وست ميدلاندز في 1 أبريل 1974، بموجب أحكام قانون الحكومة المحلية 1972 الذي أنشأ مقاطعة وست ميدلاندز الحضرية الجديدة. تم تشكيلها من خلال دمج شرطة مدينة برمينغهام، شرطة وست ميدلاندز السابقة، وأجزاء من شرطة مقاطعة ستافوردشاير وستوك أون ترينت، شرطة وارويكشاير وكوفنتري وشرطة وست ميرشيا. كان أول رئيس شرطة يتم تعيينه للقوة الجديدة هو السير ديريك كابر، آخر رئيس شرطة لشرطة برمينغهام.

### الجدل وادعاءات الفساد
بين عامي 1974 و1989، أدارت القوة وحدة الجرائم الخطيرة في وست ميدلاندز. تم حل الوحدة بعد ادعاءات عن سوء سلوك مستشري، مما أدى إلى سلسلة من الإدانات غير الآمنة. وشملت هذه الادعاءات أن الضباط زوروا اعترافات في بيانات الشهود، ومنعوا المشتبه بهم من الوصول إلى المحامين، واستخدموا التعذيب مثل "التغليف بالبلاستيك" لخنق المشتبه بهم جزئياً لانتزاع الاعترافات. كما تم الادعاء بأنهم أساءوا استخدام المدفوعات للمخبرين. فشلت سلسلة من حوالي 40 محاكمة في أواخر الثمانينيات حيث أظهر المتهمون أن الأدلة قد تم التلاعب بها أو قد تكون قد تم التلاعب بها. قادت شرطة وست يوركشاير تحقيقاً أدى إلى عدد قليل من الإجراءات التأديبية الداخلية، ولكن لم يوصَ بمقاضاة أي شخص بسبب نقص الأدلة. ومع ذلك، تم إلغاء أكثر من 60 إدانة تم تأمينها من تحقيقاتهم، بما في ذلك إدانات بريمنغهام سيكس.
واجهت شرطة وست ميدلاندز حادثين خطيرين يتعلقان بالأسلحة النارية، في عامي 1980 و1985. في عام 1980، احتجز ديفيد باجيت صديقته الحامل كرهينة أثناء مقاومة الاعتقال من قبل الشرطة. رد الضباط بإطلاق النار، وأصابوها. حاولت الشرطة في البداية الادعاء بأن باجيت هو الذي أطلق النار عليها، ولكن أصبح واضحاً أن رصاص الشرطة هو الذي تسبب في وفاتها. في عام 1985، تم اعتقال جون شورتهاوس من قبل شرطة وست ميدلاندز للاستجواب حول سرقات مسلحة في جنوب ويلز. تم بعدها تفتيش منزله. وأطلق الشرطة النار على ابنه البالغ من العمر خمس سنوات، جون، أثناء البحث تحت سرير الطفل. تم إجراء تحقيق داخلي، ونتيجة لذلك، تم تقييد استخدام الأسلحة النارية على وحدة متخصصة ومدربة.

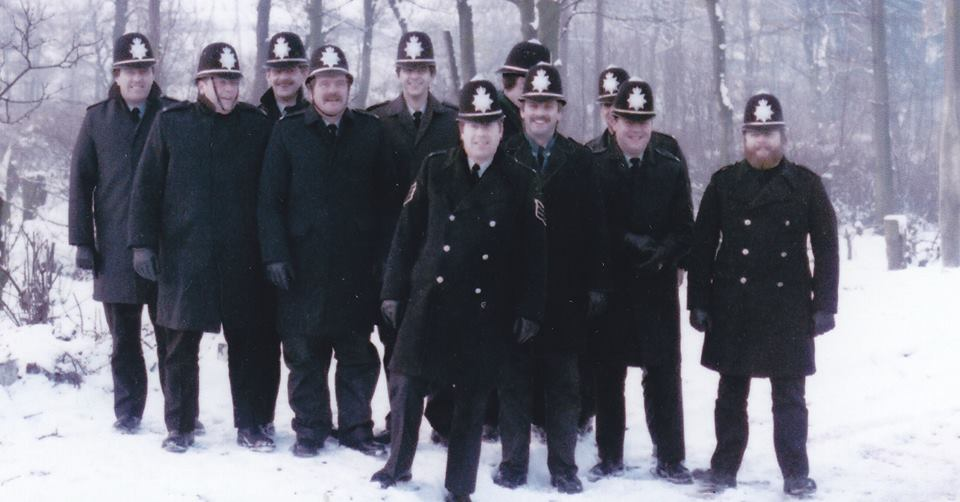
ضباط شرطة وست ميدلاندز خلال إضراب عمال المناجم، 1984.

تم تقديم ادعاءات عن الرشوة والفساد في عام 1994 من قبل World in Action، وهو برنامج تلفزيوني تحقيقي للأحداث الجارية. ادعى المجرم المدان ديفيد هاريس أن ضباط شرطة وست ميدلاندز طلبوا مدفوعات تزيد عن 200,000 جنيه إسترليني لإبعاد المجرمين بما في ذلك نفسه عن الملاحقات القضائية. ركزت ادعاءات أخرى من ضباط الشرطة على محاولة ضباط إقناع آخرين بقبول رشاوى. كانت وحدة التحقيقات الجنائية (CID) محور تحقيق من قبل شرطة ليسترشاير بناءً على طلب هيئة شكاوى الشرطة.

### الألفية وما بعدها
بموجب المقترحات التي أعلن عنها آنذاك وزير الداخلية، تشارلز كلارك، في 6 فبراير 2006، كانت شرطة وست ميدلاندز ستندمج مع شرطة ستافوردشاير، شرطة وست مرشيا، وشرطة وارويكشاير لتشكيل قوة استراتيجية واحدة لمنطقة وست ميدلاندز.
تم التخلي عن هذا، إلى جانب عدد من عمليات الدمج الأخرى التي كانت ستقلل عدد القوات في إنجلترا وويلز من 43 إلى 24، في يوليو 2006 بعد معارضة واسعة النطاق من الشرطة والجمهور.
بسبب اكتظاظ السجون في أكتوبر 2006، تم توفير ما يصل إلى 44 زنزانة سجن في مركز شرطة ستيلهاوس لين في برمينغهام لإيواء السجناء كجزء من عملية الحماية ووفقاً لاتفاق بين شرطة وست ميدلاندز وخدمة السجون HM.
في أكتوبر 2008، أعلن رئيس الشرطة السير بول سكوت لي أنه لن يجدد عقده في مايو 2009، بعد سبع سنوات في المنصب. وخلفه كريس سيمز.
جذبت القوة الجدل في عام 2010 عندما واجه مشروع تشامبيون، وهو مخطط بقيمة 3 ملايين جنيه إسترليني لتركيب شبكة من كاميرات المراقبة في المناطق ذات الأغلبية المسلمة في واشوود هيث وسباركبروك، انتقادات من السكان المحليين ومنظمات الحقوق المدنية. كان من المخطط تركيب 218 كاميرا، ولكن تم التخلي عن المشروع بعد مخاوف بشأن قانونيته واعتراضات من السكان والمستشارين المحليين على أنهم لم يتم استشارتهم من قبل القوة.
بين أبريل وسبتمبر 2010، تم تخفيض ميزانيات WMP بمقدار 3.4 مليون جنيه إسترليني كجزء من برنامج لتقليل الإنفاق بمقدار 50 مليون جنيه إسترليني على مدى أربع سنوات. رداً على مراجعة الإنفاق الشامل لعام 2010، قال رئيس الشرطة سيمز إن WMP ستحتاج إلى تقليل الإنفاق بما يصل إلى 123 مليون جنيه إسترليني خلال نفس الفترة.
في عام 2010، نفذت القوة اللائحة A19، التي تتطلب من الضباط الذين لديهم 30 عاماً أو أكثر من الخدمة التقاعد، رداً على تخفيضات التمويل الحكومي. أدت اللائحة، التي استخدمتها 15 قوة لتوفير الطوارئ، إلى إجبار 591 ضابطاً من WMP على التقاعد. رفع بعض هؤلاء الضباط لاحقاً دعوى ضد WMP أمام محكمة العمل، مدعين التمييز على أساس السن. في عام 2014، وجدت المحكمة أن اللائحة غير قانونية. في عام 2015، كان 498 ضابطاً سابقاً من WMP يطالبون بالتعويض. تم لاحقاً إلغاء الحكم من قبل محكمة الاستئناف العمالية، وتم تأييد قرارها في محكمة الاستئناف في عام 2017.
تم إيقاف خطط خصخصة أجزاء من القوة من قبل بوب جونز، أول مفوض الشرطة والجريمة للقوة، عند توليه المنصب في عام 2012.
تم إعادة تعيين رئيس الشرطة كريس سيمز لفترة ثانية مدتها ثلاث سنوات في عام 2013، ثم استقال في بداية عام 2016. وخلفه ديف طومسون، الذي كان سابقاً نائب رئيس الشرطة.
في مارس 2021، أدين أوليفر بانفيلد، وهو ضابط تدريبي في شرطة وست ميدلاندز، بالاعتداء بالضرب بعد استخدامه تقنيات تم تعليمها في تدريب الشرطة لمهاجمة امرأة أثناء إجازته. حُكم على بانفيلد بحظر تجول لمدة 14 أسبوعاً وأمر بدفع 500 جنيه إسترليني كتعويض لضحيته. وصفت زعيمة المعارضة السابقة هارييت هارمان حقيقة أن بانفيلد لم يتلقَ حكم بالسجن بأنها "دليل ... على أن [النظام] يفشل النساء ويحمي الرجال". بعد الإدانة، اعتذرت هيئة الادعاء العام عن رفضها في البداية توجيه الاتهام إلى بانفيلد. في جلسة استماع في مايو 2021، تم العثور على بانفيلد مذنباً بسوء سلوك جسيم وحُظر عليه العمل في الشرطة مدى الحياة.
وجد تحقيق عام 2021 من قبل نيوزنايت وذا لاو سوسايتي جازيت أن جرائم الكراهية المزعومة التي يكون الضحية فيها ضابط شرطة كانت أكثر احتمالاً أن تؤدي إلى إدانة ناجحة في عدد من مناطق القوة بما في ذلك وست ميدلاندز. وجد التحقيق أنه في السنة المنتهية في مارس 2020، شكلت الجرائم ضد ضباط الشرطة والموظفين 7 في المئة من حوادث الكراهية المسجلة من قبل شرطة وست ميدلاندز، ولكنها أسفرت عن 43 في المئة من إدانات جرائم الكراهية. في مارس 2022، استقال ضابط من WMP بعد اكتشاف أنه اختلق وفاة شريكه للحصول على إجازة حداد ومزايا أخرى؛ قال رئيس الشرطة طومسون إن الضابط كان سيتم فصله بسبب سوء السلوك الجسيم لو لم يستقيل.
في نوفمبر 2023، وضعت هيئة تفتيش الشرطة التابعة لجلالة الملك شرطة وست ميدلاندز تحت "إجراءات خاصة"، وتم تعزيز مستوى مراقبة القوة، حيث إنها "لا تعالج بشكل فعال مخاوف المفتشية". أبلغ المفتشون أن القوة لا تقوم بالتحقيقات بشكل فعال ولا تدير مخاطر الجمهور من المجرمين الجنسيين المعروفين. قال رئيس الشرطة ومفوض شرطة وست ميدلاندز والجريمة سيمون فوستر إنهما يختلفان تماماً مع القرار.

## القيادة والأداء
كانت شرطة وست ميدلاندز أصغر من أي وقت مضى في تاريخها، حيث فقدت ما يقرب من 2,300 ضابط منذ عام 2010. انخفض التمويل الحكومي لشرطة وست ميدلاندز بمقدار 145 مليون جنيه إسترليني منذ عام 2010. في عام 2018، قال رئيس الشرطة ديف طومسون إن انخفاض أعداد ضباط الشرطة بسبب تخفيضات التمويل، و"انتشار الجريمة على نطاق أوسع"، منع الشرطة من القيام بكل ما يريده الجمهور أو يتوقعه منهم.

### القيادة

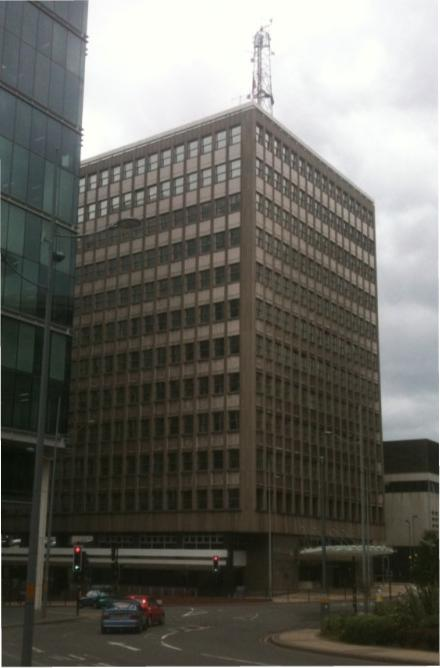
مقر شرطة وست ميدلاندز - لويد هاوس

رئيس الشرطة الحالي هو كريغ غيلفورد، ونائب رئيس الشرطة هو سكوت غرين.

#### رؤساء الشرطة
- السير ديريك كابر (1974–1975)[45]
- فيليب نايتس (1975–1985)[45]
- السير جيفري دير (1985–1990)[45]
- السير رون هادفيلد (1990–1996)[46]
- السير إدوارد كرو (1996–2002)[45]
- السير بول سكوت لي (2002–2009)[45]
- كريس سيمز (1 يونيو 2009  –  يناير 2016)[32]
- السير ديف طومسون (يناير 2016  –  ديسمبر 2022)[47]
- كريغ غيلفورد (ديسمبر 2022  –  الآن)[43]

### مفوض الشرطة والجريمة
مفوض شرطة وست ميدلاندز والجريمة (PCC)، الذي تم تأسيسه في عام 2012 كواحد من عدة مفوضين للشرطة والجريمة يتم انتخابهم مباشرة، مسؤول عن الإشراف والمساءلة لشرطة وست ميدلاندز. المفوض الحالي هو سيمون فوستر.
يحل مفوض شرطة وست ميدلاندز والجريمة محل هيئة شرطة وست ميدلاندز، التي تأسست في عام 1996. قبل استبدالها، كان رئيس هيئة شرطة وست ميدلاندز هو الأسقف الدكتور ديريك ويبلي، من كنيسة العهد الجديد في هاندزوورث، وهو أول عضو غير سياسي في الهيئة يتم انتخابه كرئيس، وأول رئيس من أصل أفريقي-كاريبي لأي هيئة شرطة في المملكة المتحدة.

### إحصائيات الجريمة والميزانية
يوضح الجدول التالي النسبة المئوية للحالات التي أدت إلى توجيه تهمة جنائية أو استدعاء إلى المحكمة في ولاية شرطة وست ميدلاندز، حسب مجموعة الجرائم، للفترة من أبريل 2020 إلى مارس 2021:
|                   | التخريب والحرق العمد | جرائم المخدرات | جرائم حيازة الأسلحة | جرائم النظام العام | السرقة بالإكراه | الجرائم الجنسية | جرائم السرقة | العنف ضد الأشخاص | جرائم متنوعة ضد المجتمع | الإجمالي |
| ----------------- | -------------------- | -------------- | ------------------- | ------------------ | --------------- | --------------- | ------------ | ---------------- | ----------------------- | -------- |
| شرطة وست ميدلاندز | 4%                   | 17%            | 23%                 | 5%                 | 7%              | 2%              | 4%           | 3%               | 7%                      | 4%       |
| إنجلترا وويلز     | 5%                   | 20%            | 34%                 | 8%                 | 7%              | 4%              | 5%           | 7%               | 12%                     | 7%       |

قال ديف طومسون إن النفقات غير المتوقعة للمعاشات التقاعدية البالغة 8.6 مليون جنيه إسترليني في عام 2019 و13.9 مليون جنيه إسترليني في عام 2020، من ميزانية قدرها 514 مليون جنيه إسترليني، تكلف ما يعادل حوالي 500 ضابط وسوف تخفض العدد الإجمالي للضباط إلى 6,000، مقارنة بـ 8,600 في عام 2010. وأضاف طومسون: "لا شك في أن هناك تقنينًا أكثر وضوحًا للخدمات. الجمهور يرى بالفعل أن هذا يحدث. نحن بالفعل لا نلاحق جرائم حيث يمكننا العثور على مشتبه به. نحن نقوم بأشياء الآن تفاجئني. نحن نكافح لتقديم خدمة للجمهور. أعتقد أن المجرمين على علم جيد الآن بمدى ضيقنا. هذه التخفيضات الإضافية ستتركنا أصغر مما كنا عليه في أي وقت مضى. لا شك في أن هناك طلبًا أكثر مما كان عليه في عام 1974."
في السنة المالية 2021/22، كانت ميزانية شرطة وست ميدلاندز 655.6 مليون جنيه إسترليني، بزيادة من 619.7 مليون جنيه إسترليني في 2020/21.

## الهيكل والإدارات
تغطي شرطة وست ميدلاندز مساحة تبلغ 348 ميل مربع (900 كـم2) مع 2.93 مليون نسمة، والتي تشمل مدن برمينغهام، كوفنتري، وولفرهامبتون وأيضاً البلد الأسود. تمتلك القوة 6,846 ضابط شرطة، و219 ضابط شرطة خاص، و467 ضابط دعم مجتمعي (PCSO)، و165 متطوع لدعم الشرطة (PSV)، و3,704 موظف. في عام 2019، كان 10.9% من الضباط من خلفية عرقية، مقارنة بـ 8.5% في عام 2014.

### مناطق الشرطة المحلية
تنقسم المنطقة التي تغطيها شرطة وست ميدلاندز إلى سبع مناطق شرطة محلية (LPAs). يرأس كل LPU رئيس شرطة، مسؤول عن الشرطة العامة وإدارة المنطقة، بدعم من فريق قيادة محلي (LCT) يتكون من عدد متفاوت من رؤساء الشرطة والمفتشين.
يحتوي كل LPA على عدد من فرق الشرطة المجتمعية المخصصة. تغطي هذه الفرق منطقة محددة ويرأسها رقيب بدعم من عدد من ضباط الشرطة، وضباط دعم المجتمعي، وأحيانًا ضباط شرطة خاص. تدير القوة عددًا من مراكز الشرطة.

### فرق الشرطة الأساسية
تم تنظيم شرطة وست ميدلاندز بطريقة تجعل هناك عددًا من الفرق الرئيسية في كل LPA تتحمل مسؤولية التعامل مع واجبات الشرطة اليومية. تم تقديم الهيكل الحالي للقوة تدريجياً على مدار العامين الماضيين، حيث كانت مناطق Solihull وBirmingham South LPUs هي الأولى التي شهدت التغيير في يونيو 2011، وكانت منطقة Walsall LPU هي الأخيرة في يناير 2013. تم تقديم التغيير الهيكلي كجزء من برنامج "التحسين المستمر" للقوة بهدف العمل بطريقة أكثر فعالية من حيث التكلفة والكفاءة، وتم الإشراف عليه تحت إشراف شركة المحاسبة كيه بي إم جي.
قبل التحسين المستمر، كانت القوة تعمل مع فرق استجابة وفرق مجتمعية أكبر وفرق أصغر مخصصة لمعالجة السجناء. كانت فرق العمل المجتمعي والأولوية إضافة جديدة إلى هيكل القوة تحت التحسين المستمر.
فرق الشرطة الأساسية هي:

#### فرق جرائم الأولوية (PCT)
تدعم "PCT" ضباط المجتمع لمعالجة القضايا المحلية والطلبات على الموارد التي لا يتم تلبيتها من قبل الإدارات الأخرى. يمكن تخصيصها للأحياء التي تعاني من قضايا معينة، على سبيل المثال السلوك المعادي للمجتمع، وغالبًا ما يتم تدريبهم على النظام العام، لذلك يتم استخدامهم لشرطة مباريات كرة القدم، والمظاهرات ومناسبات مماثلة. كما هو الحال مع فرق التحقيق، يتم إشراف فرق العمل المجتمعي والأولوية من قبل رقيب، الذي يقدم تقاريره إلى مفتش.
المسؤوليات الرئيسية لفرق العمل المجتمعي والأولوية هي كما يلي:
- دعم فرق المجتمع – تقديم دعم متخصص لفرق المجتمع، على سبيل المثال، تنفيذ أوامر تفتيش المخدرات أو معالجة السلوك المعادي للمجتمع.
- معالجة القضايا المحلية – دعم فرق الشرطة الأمامية الأخرى وإكمال المهام كما يتم توجيهها من قبل فرق القيادة المحلية LPU.
- توفير الدعم للغيابات – توفير الموارد للغيابات مثل مباريات كرة القدم، والمظاهرات والحوادث المماثلة حتى يتمكن ضباط المجتمع من التركيز على مناطقهم.

#### فرق التحقيق
لدى ضباط فرق التحقيق ثلاث مسؤوليات رئيسية، وهي التحقيق الثانوي، ومعالجة السجناء، وحضور المواعيد المجدولة مع الجمهور. هؤلاء الضباط مسؤولون أيضًا عن إكمال ملفات الادعاء والأوراق الأخرى اللازمة لإحالة القضايا إلى المحكمة. يتم تقسيم فرق التحقيق إلى عدد من الورديات، كل منها يشرف عليها رقيب، وسيكون هناك مفتش يشرف على الرقباء.
المسؤوليات الرئيسية لفرق التحقيق هي كما يلي:
- التحقيق الثانوي – بعد الحضور الأولي للحوادث من قبل ضباط فرق الاستجابة، يتم تخصيص التحقيقات لفرق التحقيق التي تقوم بأي استفسارات متابعة مطلوبة.
- معالجة السجناء – يتم تسليم الجناة الذين يتم اعتقالهم من قبل ضباط الاستجابة والمجتمع إلى فرق التحقيق التي ستقوم بإجراء المقابلات والاحتفاظ بملكية التحقيق حتى نقطة استنتاجه.
- الاستجابة المجدولة – العمل بنظام اليوميات، يحضر ضباط فرق التحقيق المواعيد المحددة مسبقًا مع أفراد الجمهور الذين يرغبون في الإبلاغ عن أمور غير عاجلة.

#### فرق المجتمع

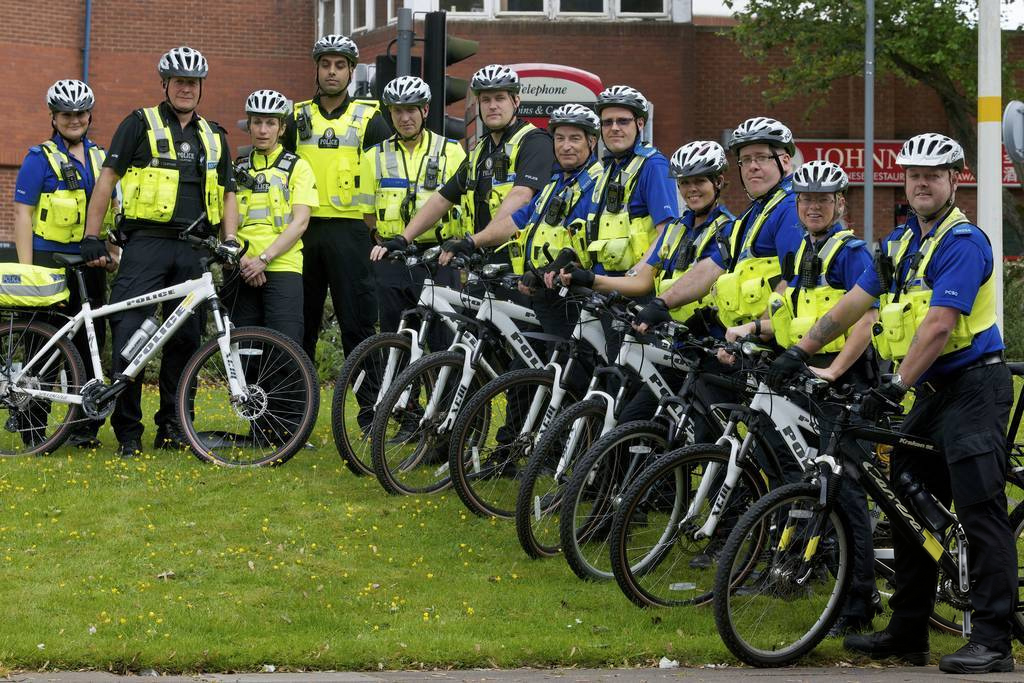
ضباط المجتمع مع دراجاتهم

تتماشى هذه الفرق مع أحياء محددة، وتسعى لمعالجة القضايا طويلة الأمد التي تؤثر على المناطق المحلية وحضور اجتماعات المجتمع. هناك 171 حياً في جميع أنحاء وست ميدلاندز، وغالبًا ما يتم دعم الضباط المخصصين لفرق المجتمع من قبل ضباط دعم المجتمعي وضباط الشرطة الخاص. ليس من غير المألوف أن يكون للمناطق الأكثر ازدحامًا، مثل مراكز المدن، عدة فرق مجتمعية مثل منطقة سانت ماثيوز التي تغطي مركز مدينة والسول، والتي لديها فريقان. عادةً ما يكون لفرق المجتمع رقيب واحد يقدم تقاريره إلى مفتش القطاع.

#### الاستجابة
يعمل ضباط الاستجابة في ورديات على مدار الساعة للرد على أكثر المكالمات إلحاحًا التي يتم استلامها من خلال مراكز الاتصال التابعة للقوة. ليس من غير المألوف أن يعمل ضباط الاستجابة بمفردهم، وعادةً ما يكون لكل وردية استجابة عدد من الضباط الذين تم تفويضهم بحمل مسدس صاعق. بالإضافة إلى المسدس الصاعق، يحمل بعض ضباط الاستجابة أيضًا أجهزة تحديد البصمات المحمولة لتأكيد الهويات على الطريق. يخضع ضباط الاستجابة لتدريب متقدم على القيادة ولديهم أيضًا مجموعة من المهارات الأخرى المطلوبة لأداء دورهم بما في ذلك تدريب "طريقة الدخول" حتى يتمكنوا من الدخول القسري إلى المباني. العديد من ضباط الاستجابة مدربون أيضًا على النظام العام للاستجابة للاضطرابات العفوية إذا حدثت. يتم إشراف فرق الاستجابة من قبل عدد من الرقباء ومفتش.
المسؤوليات الرئيسية لفرق الاستجابة هي كما يلي:
- التحقيق الأولي – حضور الحوادث في المقام الأول، يجمع ضباط الاستجابة الأدلة المتاحة ويسجلون الجرائم. يتم بعد ذلك تخصيص استفسارات المتابعة لفرق التحقيق.
- استفسارات الأشخاص المفقودين – يقوم ضباط الاستجابة بإجراء تحقيقات حول الأشخاص المفقودين بتقييم مخاطر منخفض أو متوسط.
- المرور – يحضر ضباط فرق الاستجابة حوادث المرور المبلغ عنها، وأحيانًا يدعمون مرور القوة في حالة الاصطدامات الخطيرة.

### فرق الجريمة المتخصصة
تدعم فرق الشرطة الأساسية وتعمل بشكل وثيق مع عدد من فرق الجريمة المتخصصة. كانت شرطة وست ميدلاندز تمتلك قسمًا للفرسان تم حله في عام 1999 لتحويل الأموال إلى مجالات أخرى. تشمل فرق الجريمة المتخصصة الحالية:

#### عمليات الطيران

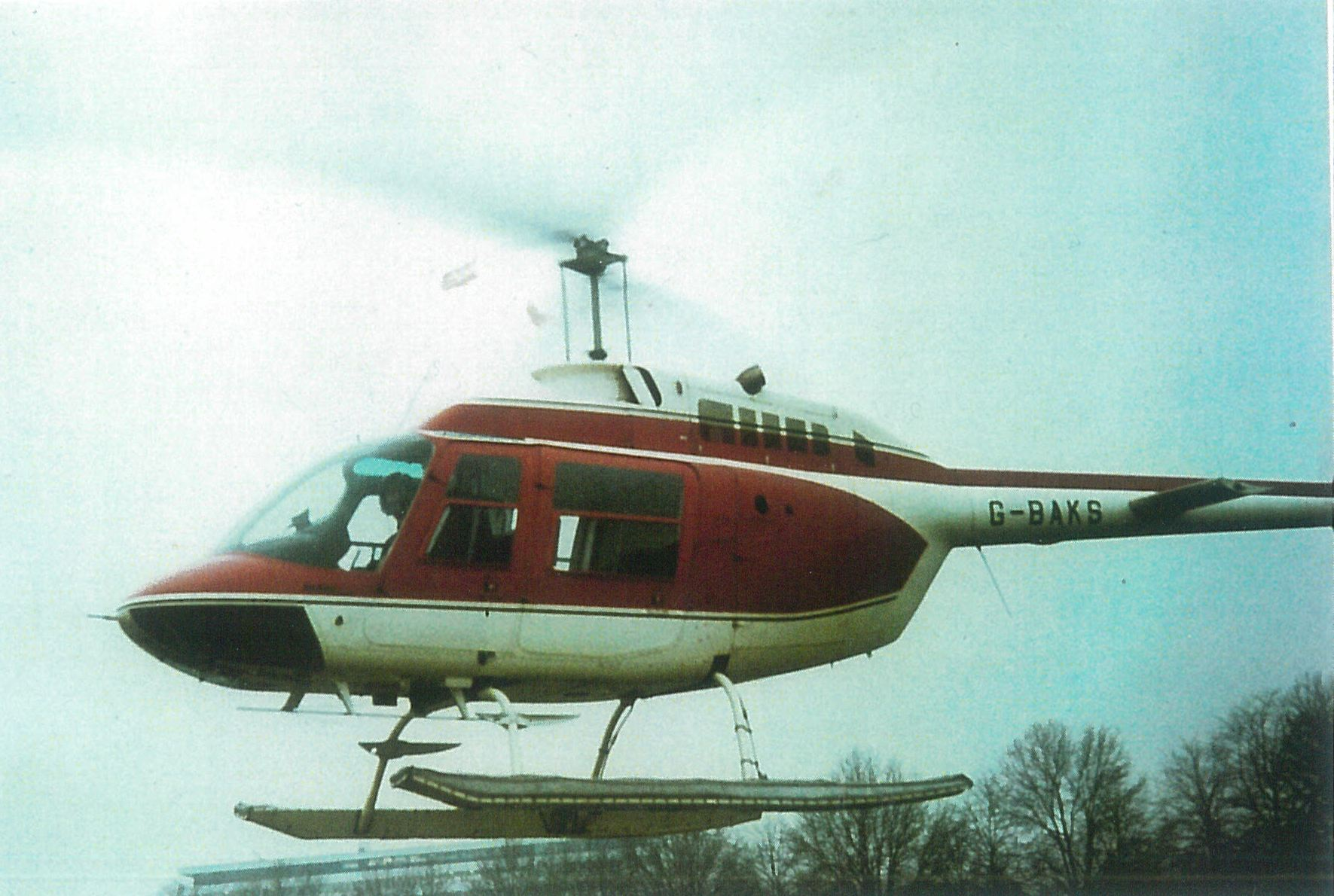
استئجار G-BAKS لشرطة وست ميدلاندز في عام 1978

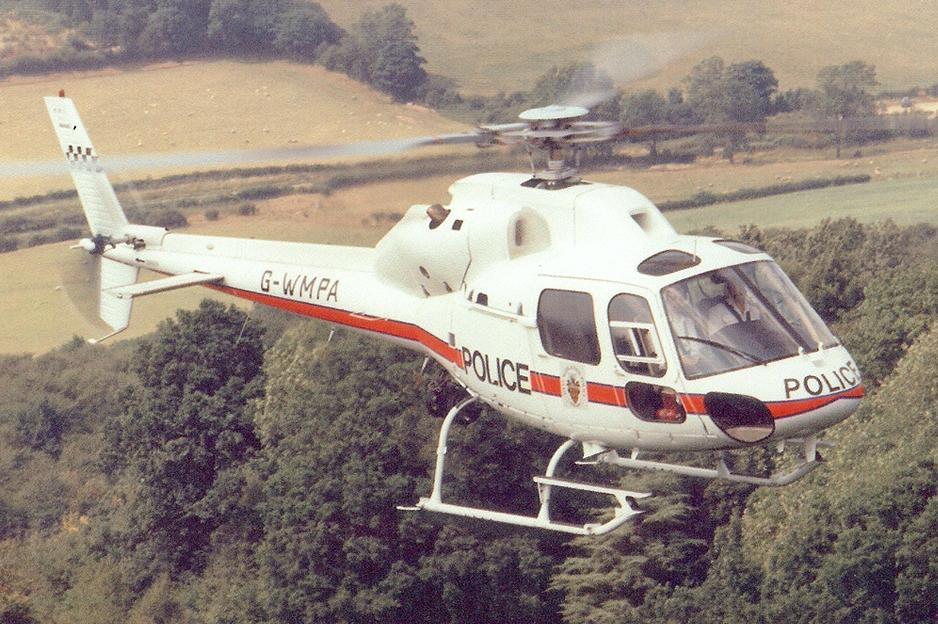
المروحية السابقة، G-WMPA، من نوع يوروكوبتر إيه إس 355.

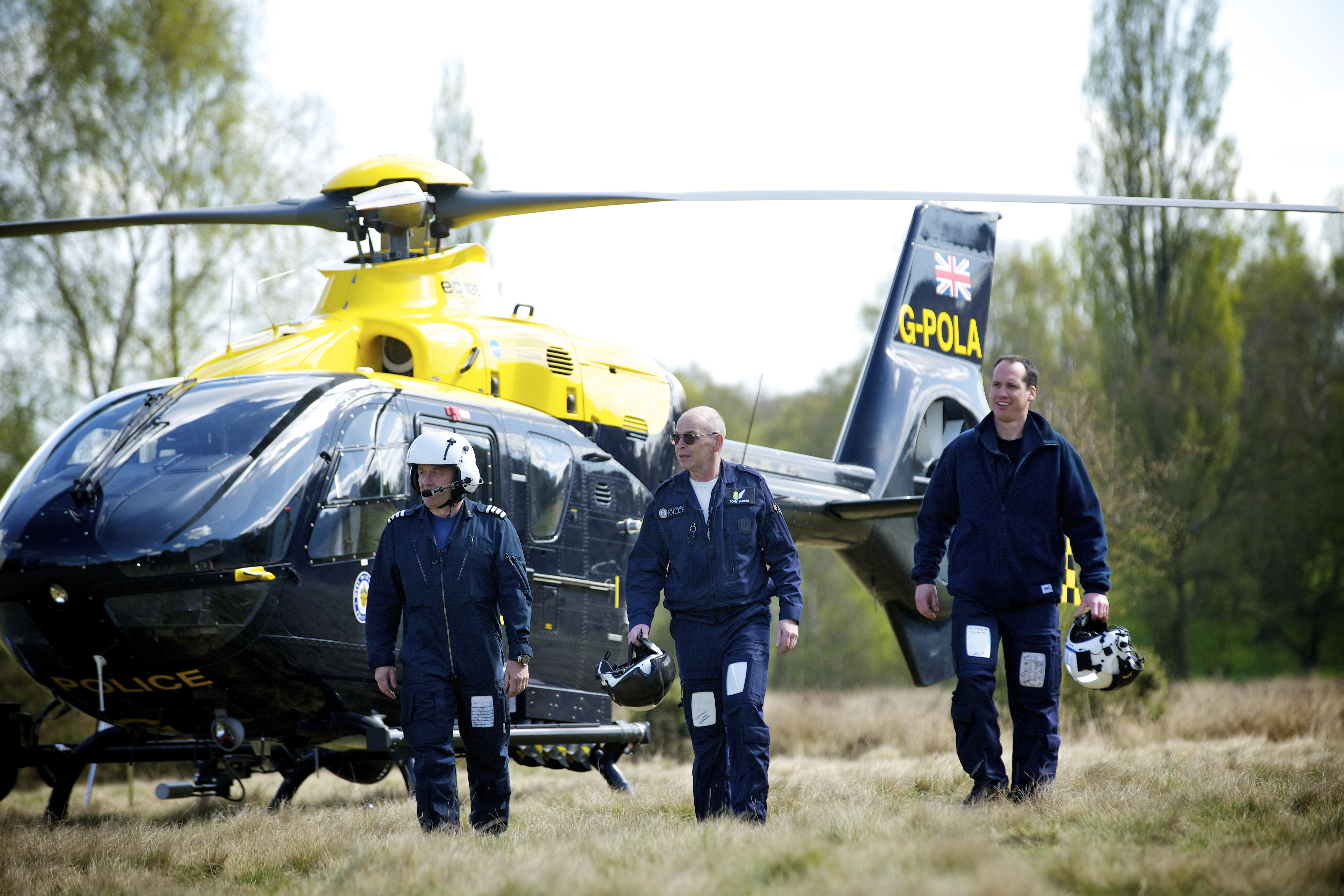
مروحية القوة في ساتون بارك

تم توفير عمليات الطيران في منطقة القوة من قبل خدمة الشرطة الجوية الوطنية منذ عام 2012. سابقًا، كانت وحدة عمليات الطيران في ميدلاندز عبارة عن اتحاد بين شرطة وست ميدلاندز، وارويكشاير، وست مرشيا، وستافوردشاير ومقرها في مطار برمينغهام. كانت تعمل منذ يوليو 1987، حتى تم استبدالها بعد التجارب، منذ السبعينيات، مع مروحيات مدنية يتم استئجارها بشكل عرضي، أطلقت شرطة وست ميدلاندز وحدة الطيران الخاصة بها في 10 مايو 1989. تم تدمير مروحية تابعة لشرطة وست ميدلاندز بسبب الحرق العمد في يونيو 2009، أثناء وجودها في مطار برمينغهام.

#### شرطة المطارات
تشمل منطقة شرطة وست ميدلاندز مطار برمينغهام الذي يقع في منطقة Solihull LPU. يتم تعيين فريق شرطة مخصص للمطارات يعمل بشكل وثيق مع ضباط الجمارك والهجرة التابعين لقوة الحدود. يتمتع الضباط العاملون في المطار بصلاحيات إضافية بموجب قانون الإرهاب 2000 حيث تم "تعيين" المطار بموجب شروط القانون وبعضهم مسلح.

#### مجموعة شرطة الطرق السريعة المركزية (CMPG)
تعد شرطة وست ميدلاندز واحدة من قوتين شرطيتين تساهمان بضباط في مجموعة شرطة الطرق السريعة المركزية، والقوة الأخرى هي شرطة ستافوردشاير. تعمل CMPG من ثلاث قواعد رئيسية، المقر الرئيسي يقع تحت طريق M6 السريع في بيري بار حيث توجد غرفة التحكم المركزية ومستودع المركبات. تمتلك CMPG أيضًا مركز تحكم إقليمي في كوينتون، برمينغهام مشترك مع الطرق السريعة الوطنية. يغطي الضباط المرفقون بـ CMPG منطقة جغرافية واسعة، بما في ذلك في وست ميدلاندز M6، M54 وA45.

#### مكافحة الإرهاب في شرطة وست ميدلاندز (CTPWM)
مقرها في برمينغهام، مسؤولة عن تنسيق أنشطة مكافحة الإرهاب التابعة للقوة. تعمل CTPWM تحت إرشاد الاستراتيجية الوطنية لمكافحة الإرهاب التابعة للحكومة، CONTEST، بهدف ملاحقة الإرهابيين، وحماية الجمهور، والاستعداد لهجوم محتمل ومنع الإرهاب من خلال العمل في المجتمع لمعالجة أسباب النشاط الإرهابي.

#### قسم الكلاب
معظم الكلاب في قسم كلاب شرطة وست ميدلاندز هي نتاج برنامج تربية داخلي تديره القوة في مركز التدريب الخاص بها في بالسال كومون منذ عام 1994.
تُستخدم الكلاب المتخصصة كلاب البحث بما في ذلك سبرينغر سبانيلز ولابرادورز أيضًا من قبل وحدة الكلاب لتحديد مواقع المخدرات أو الأسلحة والمتفجرات. يتم تجنيد الكلاب بشكل مستمر من مراكز الإنقاذ ومن أفراد الجمهور. يتم التعامل مع جميع الكلاب المتخصصة من قبل ضباط لديهم بالفعل كلب شرطة عام الأغراض، مما يمنح المسؤول مسؤولية في كل من التدريب والنشر العملياتي.
قبل عام 2013، كان هناك 69 مدرب كلاب يعملون في شرطة وست ميدلاندز، حيث خضعت الكلاب لبرنامج تدريبي أولي يستمر لمدة اثني عشر أسبوعًا. يقوم الضباط في قسم الكلاب بدوريات في مركبات دورية معدلة خصيصًا من نوع سكودا مزودة بأقفاص مكيفة قادرة على حمل ما يصل إلى ثلاثة كلاب في الخلف ويعملون من قواعد في أستون، كانلي وويدنسبوري.

#### تخطيط الأحداث وكرة القدم
يقع على عاتق قسم تخطيط الأحداث مسؤولية تنسيق الأحداث الكبيرة التي تقع ضمن منطقة القوة، بالإضافة إلى ضمان توفر الضباط عند الحاجة لدعم قوات إقليمية أخرى من خلال ترتيبات المساعدة المتبادلة. إحدى المسؤوليات الرئيسية للقسم هي تنظيم عمليات الشرطة لمؤتمرات الأحزاب السياسية الخريفية التي غالبًا ما تُعقد في مركز المؤتمرات الدولي في برمينغهام. يشمل هذا القسم أيضًا وحدة كرة القدم التي تنسق عمليات الشرطة لمباريات كرة القدم داخل وست ميدلاندز وتدير فريقًا من "المراقبين" لتحديد المشجعين العنيفين والأفراد الممنوعين.
يمكن تنسيق عمليات الشرطة للأحداث الكبيرة مثل مباريات كرة القدم، زيارات الشخصيات المهمة، والمظاهرات العامة من خلال غرفة التحكم بالأحداث (ECS) في منشأة تالي هو في برمينغهام. يمكن لغرفة التحكم بالأحداث استقبال لقطات CCTV مباشرة وتحتوي على مرافق حاسوبية لاستخدامها من قبل الوكالات الشريكة التي تشارك في الغرفة.

#### الأسلحة النارية
تشغل شرطة وست ميدلاندز عددًا من مركبات الاستجابة المسلحة (ARVs) التي تقوم بدوريات في المنطقة وتستجيب للحوادث التي تتضمن عادةً أسلحة نارية، سكاكين، أو كلاب خطيرة. يخضع الضباط لعملية اختيار لمدة عشر أسابيع للانضمام إلى وحدة الأسلحة النارية، حيث يتم تقديم دورات في الأسلحة، التكتيكات، والقيادة المتقدمة.
إلى جانب حضور حوادث الأسلحة النارية، يقدم الضباط المرفقون بوحدة الأسلحة النارية أيضًا نصائح تكتيكية عند تخطيط العمليات ويقدمون محاضرات حول التوعية بالأسلحة النارية للضباط وأفراد الجمهور. تمتلك القوة أيضًا قسم تراخيص الأسلحة النارية المسؤول عن إصدار شهادات البنادق والأسلحة النارية لأفراد الجمهور وشهادات المتفجرات للشركات التي تحتاجها.

#### وحدة الجرائم الكبرى
منفصلة عن مناطق الشرطة المحلية (LPAs)، يتم تشغيل وحدة الجرائم الكبرى من قبل ضباط يحملون مؤهلًا في التحقيق ويفحصون جرائم خطيرة ومعقدة لا تتولاها الشرطة المحلية أو الأقسام الأخرى. تشمل هذه الجرائم القتل، الاعتداءات الخطيرة، حوادث الأسلحة النارية، والاختطاف. يتم تنظيم وحدة الجرائم الكبرى في سلسلة من فرق التحقيق بما في ذلك وحدة مخصصة للقتل، تعمل من قواعد في هاربورن وأستون.
تعمل ضمن وحدة الجرائم الكبرى سلسلة من فرق الاسترداد المسؤولة عن ترتيب مصادرة الأصول والمصادرات بموجب قانون عائدات الجريمة 2002. خلال عام 2011، تم إجبار المجرمين على رد 6.3 مليون جنيه إسترليني من عائدات الجريمة، بزيادة 39% عن العام السابق.

#### وحدة المرور
تعمل وحدة المرور من بارك لين، تشيلمسلي وود، وويدنسبوري، وتتحمل مسؤولية شرطة الطرق على جميع الطرق داخل وست ميدلاندز باستثناء الطرق السريعة التي تغطيها مجموعة شرطة الطرق السريعة المركزية. يحمل ضباط وحدة المرور عادةً درجات متقدمة في القيادة ولديهم إمكانية الوصول إلى مركبات معلّمة وغير معلّمة، بما في ذلك سيارات BMW وAudi المزودة بمعدات تسجيل فيديو إثباتية. يتم دعم وحدة المرور بوحدة تحطم التحقيق الموجودة في مركز شرطة أستون والتي تحقق في الحوادث التي تتضمن وفيات أو إصابات تغير الحياة.

#### محققو المشاهد الجنائية (FSI)
يتم دعم الضباط من قبل فريق يضم حوالي 100 محقق مشاهد جنائية مدنيين يحضرون مواقع الجرائم ويفحصون العناصر المصادرة للحصول على أدلة جنائية للاستخدام في المحكمة. كان يُعرف سابقًا باسم ضباط مشاهد الجريمة (SOCO)، يتمتع محققو المشاهد بإمكانية الوصول إلى مجموعة واسعة من المعدات المتخصصة لمساعدتهم في أدوارهم، وإلى جانب جمع العينات الجنائية، فإنهم مسؤولون أيضًا عن تصوير مواقع الجريمة.

#### وحدة الاستخبارات
تمتلك شرطة وست ميدلاندز خلايا استخبارات مخصصة تعتمد على كل منطقة شرطة محلية (LPU) تقوم بجمع ونشر المعلومات التي يجمعها الضباط من مجموعة من المصادر الأخرى. تتضمن هذه الوظيفة "تنقية" سجلات الاستخبارات وإرسالها إلى الأشخاص المعنيين، واستقبال المعلومات من مصادر خارجية مثل Crimestoppers، والمساعدة في تقدم التحقيقات.
تتحمل وحدة الاستخبارات مسؤولية تنظيم مواد الإحاطة للضباط وقادة الشرطة؛ كما تشمل وحدة عمليات سرية، تنسق عمليات الشرطة السرية بموجب شروط قانون تنظيم سلطات التحقيق 2000 (RIPA).
تشارك شرطة وست ميدلاندز مع شرطة وارويكشاير، شرطة وست مرشيا، وشرطة ستافوردشاير في اتفاقية العمل التعاوني لوحدة الاستخبارات الإقليمية التي يتم من خلالها مشاركة المعلومات بين القوات حول المجرمين الخطيرين والمنظمين الذين يؤثرون على منطقة وست ميدلاندز.

#### إدارة الطوارئ المتكاملة (IEM)
تتحمل خدمة إدارة الطوارئ المتكاملة مسؤولية ضمان استعداد القوة للاستجابة للحوادث الكبرى، ووجود خطط استمرارية الأعمال، وتحقيق واجب القوة بموجب قانون الطوارئ المدنية 2004. يشمل هذا العمل إجراء تمارين وحفر لاختبار الاستعداد والعمل بشكل وثيق مع خدمات الطوارئ الأخرى والسلطات المحلية. كجزء من عمل الخدمة، تحتفظ القوة أيضًا بعدد من مرافق مكتب الإصابات التي يتم من خلالها استقبال المكالمات من الجمهور وتجميعها بعد حادث كبير مثل تحطم طائرة أو هجوم إرهابي.

### الشرطة المحلية (CID)
كل منطقة شرطة محلية (LPU) لديها فريق من الشرطة المحلية (CID) يتكون من ضباط يحملون مؤهلًا في التحقيق ويقومون بإجراء تحقيقات ثانوية في الجرائم الخطيرة التي تحدث في منطقتهم. تشمل الجرائم التي تقع تحت اختصاص الشرطة المحلية (CID) السطو على المساكن، السرقات الشخصية، الاحتيالات، وبعض جرائم المركبات.

### وحدة إدارة الجناة (OMU)
جميع مناطق الشرطة المحلية (LPAs) لديها وحدة إدارة الجناة (OMU) التي تعمل مع الوكالات الشريكة للتركيز على الجناة الذين يعيشون في مناطقهم ويتم تحديدهم على أنهم صعبون أو مسببون للضرر بشكل خاص. يشمل الجناة الذين يقعون في هذه الفئة أولئك الموصوفين بأنهم مجرمون متكررون ومجرمون آخرون ذوو أولوية (PPOs)، ومتعاطو المخدرات، والمجرمون العنيفون، والمجرمون الشباب.
يقوم ضباط وحدة إدارة الجناة (OMU) بإدارة الجناة المعينين لهم تحت محورين. الأول يتكون من إعادة التأهيل وإعادة التوطين حيث تشارك الوكالات الشريكة في محاولة لوقف العودة إلى الإجرام، بينما يتكون المحور الثاني من القبض على الجناة وإدانتهم الذين تم تحديدهم على أنهم لا يشاركون في برامج إعادة التأهيل أو مطلوبين لجرائم قائمة.

### وحدة الدعم العملياتي (OSU)
تعمل وحدة الدعم العملياتي من بارك لين وهي فريق من الضباط المدربين بشكل خاص في مجالات تشمل شرطة النظام العام، طرق الدخول، والبحث. يعمل الضباط في وحدة الدعم العملياتي عادةً كجزء من "سلسلة" تتكون من رقيب وسبعة ضباط ولديهم إمكانية الوصول إلى معدات ومركبات متخصصة بما في ذلك سيارات لاند روفر المدرعة.

### وحدة حماية العامة (PPU)
تحقق وحدة حماية العامة (PPU) في تقارير الاعتداءات الجنسية والحوادث التي تتضمن الأطفال والأشخاص الضعفاء. تنقسم وحدة حماية العامة إلى تحقيقات البالغين والأطفال، وهي مسؤولة عن الحماية وتعمل مع الوكالات الشريكة مثل خدمات الرعاية الاجتماعية وجمعيات العنف المنزلي. كما هو الحال مع CID، يحمل معظم الضباط العاملين في وحدة حماية العامة مؤهلًا في التحقيق.

### السفر الآمن
فريق السفر الآمن هو تعاون بين شرطة وست ميدلاندز، شرطة النقل البريطانية، وCENTRO، ويركز على النشاط الإجرامي الذي يحدث على شبكة النقل العام. يتكون الفريق من ضباط وضباط دعم مجتمعي (PCSOs) يقومون بدوريات في القطارات، الحافلات، والترام في المنطقة.
تعد الشراكة، الأولى من نوعها في البلاد، لديها أيضًا إمكانية الوصول إلى حوالي 1,000 كاميرا CCTV الموجودة في محطات الحافلات، السكك الحديدية، والمترو، ومواقف السيارات، والمأوى للحافلات. يعمل مركز التحكم المخصص على مدار 24 ساعة في اليوم لاكتشاف الحوادث والاستجابة لها.

### قسم المعايير المهنية (PSD)
مقره في لويد هاوس، قسم المعايير المهنية (PSD) مسؤول عن تسجيل وتقييم الشكاوى العامة حول ضباط الشرطة، موظفي الشرطة، أو ضباط الشرطة الخاص. يلعب قسم المعايير المهنية أيضًا دورًا في التحقيق في التقارير الخطيرة عن سوء السلوك والفساد التي تتضمن أفراد القوة.
يحق لأفراد الجمهور تقديم شكوى إذا كان السلوك الذي يريدون الشكوى منه موجهًا نحوهم، أو إذا تأثروا "بشكل سلبي" بهذا السلوك، أو إذا كانوا شهود عيان على هذا السلوك. يعتبر الشخص "متأثرًا بشكل سلبي" إذا عانى من أي شكل من أشكال الخسارة أو الضرر، أو الضيق أو الإزعاج، أو إذا تم وضعه في خطر أو تم تعريضه لخطر التأثر السلبي بشكل غير مبرر.
يعمل قسم المعايير المهنية (PSD) جنبًا إلى جنب مع المكتب المستقل لسلوك الشرطة (IOPC)، والذي سيحيل إليه أكثر الادعاءات خطورة.
حيث يكون ذلك مناسبًا، يمتلك قسم المعايير المهنية (PSD) مجموعة من النتائج بعد لجان الانضباط، بما في ذلك عدم اتخاذ أي إجراء، تقديم المشورة (نصائح إدارية)، إنذار كتابي، نقل إلى منصب آخر، حجب الزيادات، والفصل.
سجلت شرطة وست ميدلاندز 501 شكوى لعام 2018/19، بانخفاض 36 بالمئة مقارنة بعام 2017/18 الذي سجلت فيه 777 شكوى.

### مكتب الصحافة
يُعرف أيضًا باسم الاتصالات المؤسسية، يقع مكتب صحافة شرطة وست ميدلاندز في المقر الرئيسي وهو مسؤول عن تمثيل صورة القوة العامة. كل منطقة شرطة محلية (LPU) لديها ضباط اتصالات إقليميين مخصصين، وبالإضافة إلى معالجة استفسارات وسائل الإعلام، يعتني مكتب الصحافة أيضًا بموقع القوة على الإنترنت وينشر الصحيفة الداخلية الإلكترونية للقوة، News Beat.

#### وسائل التواصل الاجتماعي
تحتفظ شرطة وست ميدلاندز بحضور على مواقع وسائل التواصل الاجتماعي بما في ذلك تويتر، فيسبوك، فليكر، يوتيوب ومنصات التدوين.
حصلت عدة حسابات للقوة على وسائل التواصل الاجتماعي على اعتراف كأمثلة على أفضل الممارسات، بما في ذلك حساب تويتر لشرطة سوليهول الذي حصل على المركز الأول في فئة خدمة العملاء في جوائز Golden Twits لعام 2012 وجائزة مارك هانسون للإعلام الرقمي لعام 2012 للمفتش براون عن مدونته حول الصحة العقلية.

### قوة الشرطة الخاصة
يتمتع الضباط المنتمون إلى قوة الشرطة الخاصة بنفس صلاحيات الضباط المتفرغين وهم متطوعون غير مدفوعي الأجر، ويقدمون ما لا يقل عن ست عشرة ساعة في الشهر من وقت الخدمة.
بعد التدريب الأولي، يتم نشر ضباط الشرطة الخاصة وهم يرتدون نفس الزي الرسمي للشارع مثل الضباط الآخرين. يمكن التعرف عليهم كضباط خاصين من خلال أرقام الياقات الخاصة بهم، والتي تبدأ بالرقم 7 وحروف "SC" على أكتافهم.
يوفر ضباط الشرطة الخاصة لشرطة وست ميدلاندز حوالي 96,000 ساعة من الخدمة التطوعية كل عام ويعملون عادةً جنبًا إلى جنب مع الضباط العاديين في فرق المجتمع، وفرق الاستجابة وأيضًا فرق العمل المجتمعي والأولوية.

## تفتيش PEEL
تقوم هيئة تفتيش الشرطة والإطفاء والإنقاذ التابعة لجلالة الملك (HMICFRS) بإجراء تفتيش دوري لفعالية الشرطة، كفاءتها، وشرعيتها (PEEL) لأداء كل خدمة شرطة. في أحدث تفتيش PEEL، تم تقييم شرطة وست ميدلاندز على النحو التالي:
|            | متميز | جيد | مناسب                                                      | يحتاج إلى تحسين                                       | غير مناسب |
| ---------- | ----- | --- | ---------------------------------------------------------- | ----------------------------------------------------- | --------- |
| تقييم 2021 |       | - منع الجريمة - تسجيل بيانات الجريمة - معاملة الجمهور - تعطيل الجريمة المنظمة الخطيرة - الاستخدام الجيد للموارد | - الاستجابة للجمهور - إدارة الجناة - تطوير مكان عمل إيجابي | - تحقيق الجريمة - دعم الضحايا - حماية الأشخاص الضعفاء |           |

## التجنيد والتدريب
يخضع المتقدمون للانضمام إلى شرطة وست ميدلاندز كضباط شرطة لعملية تجنيد متعددة المراحل مصممة لتقييم مدى ملاءمتهم للدور، بما في ذلك فحوصات الخلفية، الفحوصات الطبية، واختبارات اللياقة البدنية.
عند قبولهم للانضمام إلى القوة، يخضع المجندون الجدد لدورة تدريبية أولية تستمر لمدة ثمانية عشر أسبوعًا وهي غير سكنية وتعتمد بشكل رئيسي على الفصول الدراسية ولكن مع تمارين عملية ميدانية دورية ومرفقات. يتم تقييم الأداء من خلال سلسلة من الاختبارات، ويشمل التدريب دروسًا في الدفاع عن النفس وتدريبًا على أنظمة الكمبيوتر الخاصة بالشرطة. بعد الانتهاء بنجاح من التدريب الأولي، يتم تدريب المجندين في مناطق الشرطة المحلية (LPUs) لمدة تسعة أسابيع قبل أن يتم اعتمادهم للدوريات المستقلة. يحتفظون بوضعهم كضباط طلاب لمدة عامين من تاريخ انضمامهم، وخلال هذه الفترة يُطلب منهم الحفاظ على سجل لتطورهم. عند بلوغ عامين من الخدمة، يتم "تأكيد" رتبتهم من قبل ضابط كبير، عادةً قائد منطقة الشرطة المحلية (LPU).
عملية التجنيد لضباط دعم المجتمع (PCSOs) مشابهة لتلك الخاصة بضباط الشرطة على الرغم من أن فترات التدريب تكون أقصر.
في نوفمبر 2018، ظهر أن قوة الشرطة قد منعت ضباط الذكور البيض من الترقية، حيث خصصت نصف جميع فرص الترقية للنساء والمرشحين من الأقليات العرقية في سبع من أصل ثماني جولات ترقية في ذلك العام. في الجولة الأخيرة من العام، استمرت القوة في التمييز عن طريق منع المتقدمين الذكور البيض لمدة يومين. أشارت شكوى من اتحاد الشرطة إلى أن هذه الممارسة غير قانونية ووصفتها بأنها "غير مناسبة للغرض". ونتيجة لذلك، "أوقفت" شرطة وست ميدلاندز هذه الممارسة.
في 11 يونيو 2020، التزم مفوض شرطة وست ميدلاندز والجريمة ديفيد جاميسون بضمان تجنيد القوة لـ 1,000 ضابط شرطة جديد من السود، الآسيويين، والأقليات العرقية على مدار السنوات الثلاث التالية لجعل القوة تبدو أكثر شبهاً بالمجتمعات التي تخدمها.

## المظهر

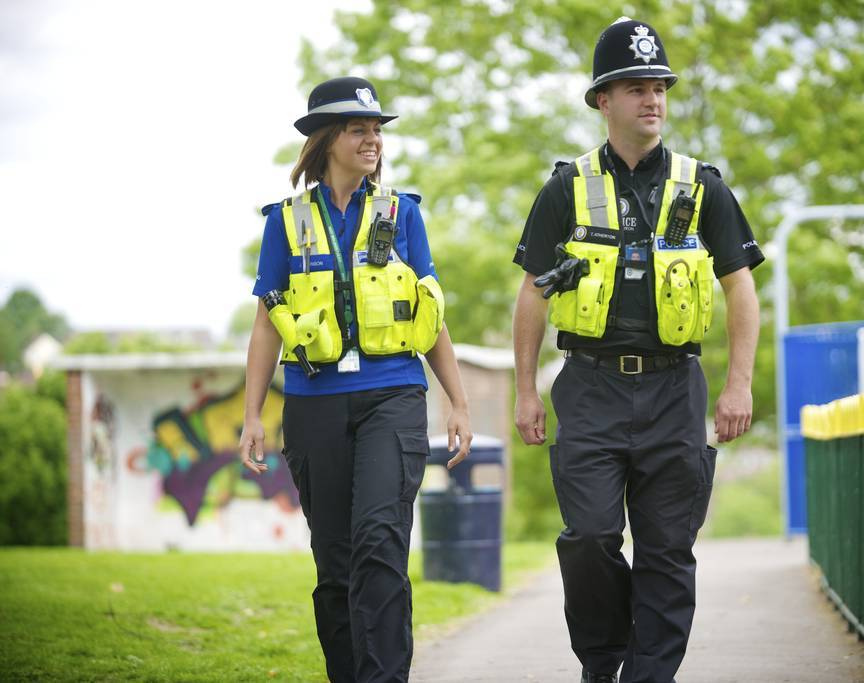
ضابطة دعم مجتمعي أنثى، على اليسار، وضابط شرطة ذكر يرتدي الزي الرسمي النموذجي لشرطة وست ميدلاندز

يتمتع ضباط الشرطة العاملون في شرطة وست ميدلاندز بمجموعة واسعة من الزي الرسمي، المعدات، والمركبات اعتمادًا على أدوارهم المحددة.

### الزي الرسمي
يتكون الزي الرسمي القياسي للضباط في الشارع من قمصان سوداء خفيفة الوزن ذات سحاب، بناطيل سوداء، وسترة واقية عالية الوضوح. تم استبدال القمصان البيضاء بالقمصان السوداء في عام 2010 بتكلفة 100,000 جنيه إسترليني ولكنها محتفظ بها لواجبات المحكمة والمحطة. يتم إصدار سترات صوفية، سترات واقية من الطقس، سترات فلورية، مآزر عالية الوضوح، بناطيل واقية من الماء، وقفازات مقاومة للقطع للضباط.

#### الرتب وشارات الكتف
شارات الكتف للرتب فوق ضابط الشرطة هي كما يلي:

رتب ضباط شرطة وست ميدلاندز المعتمدين
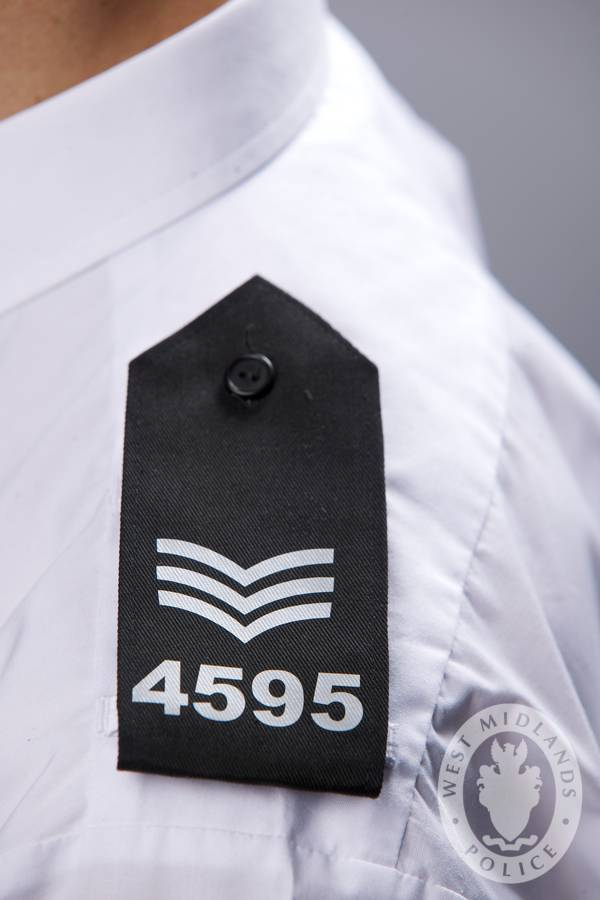
رقيب
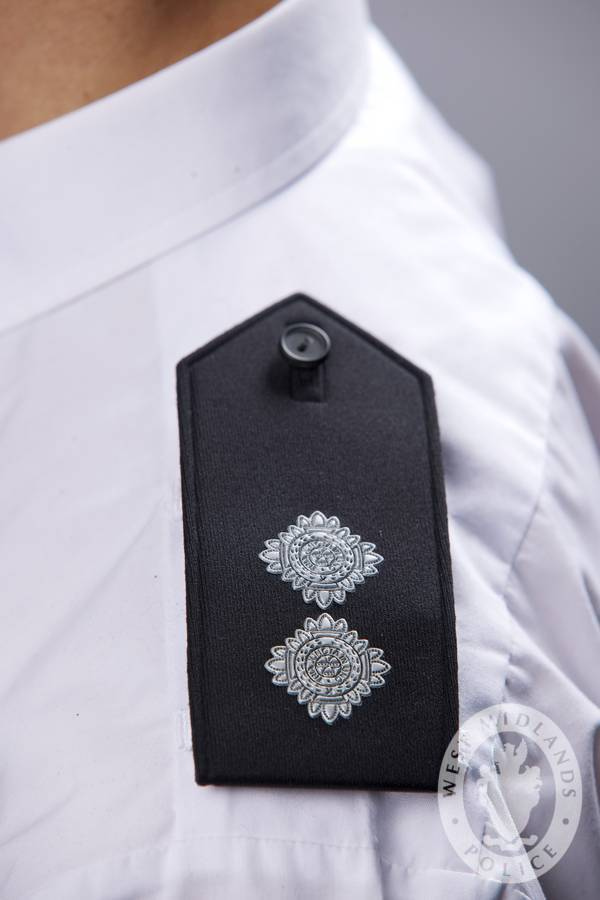
مفتش
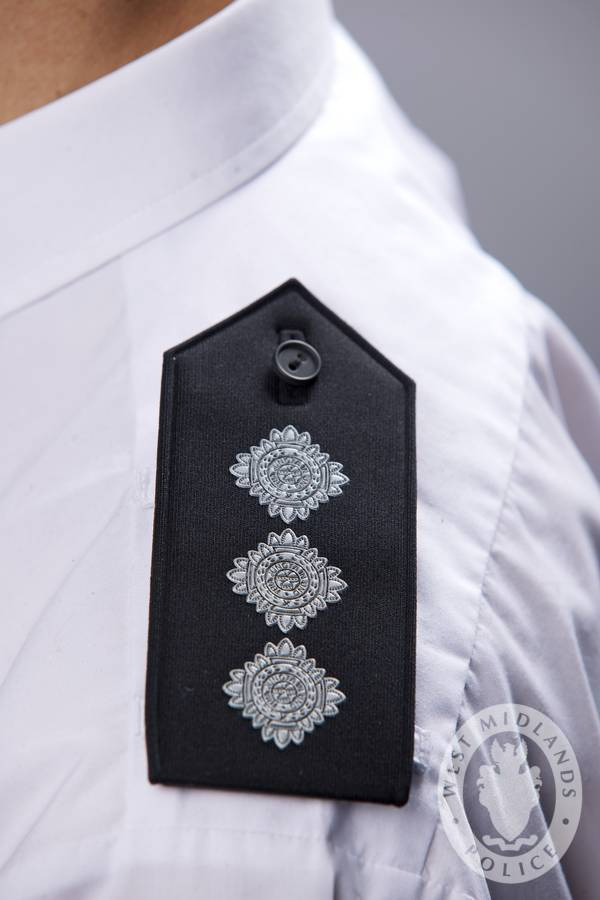
رئيس المفتشين
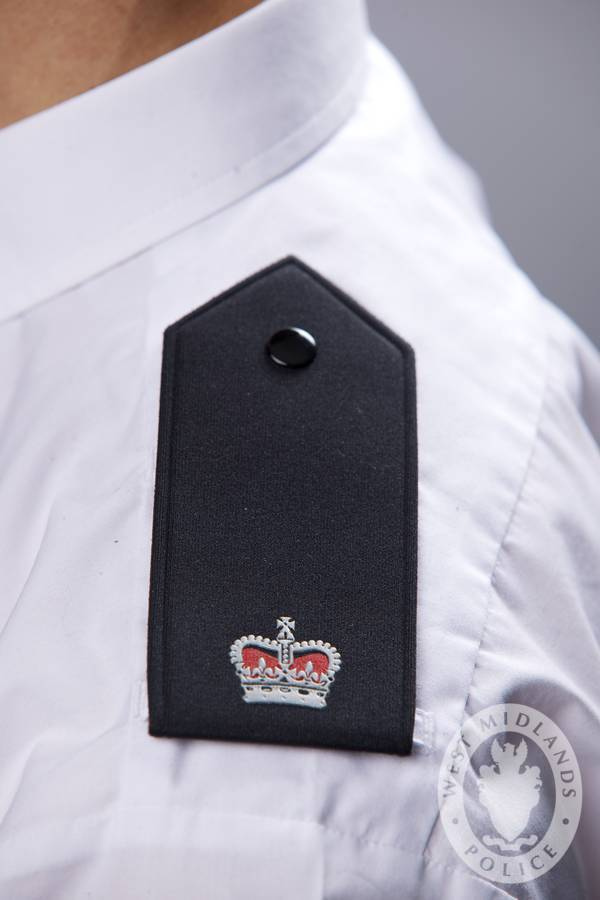
مشرف
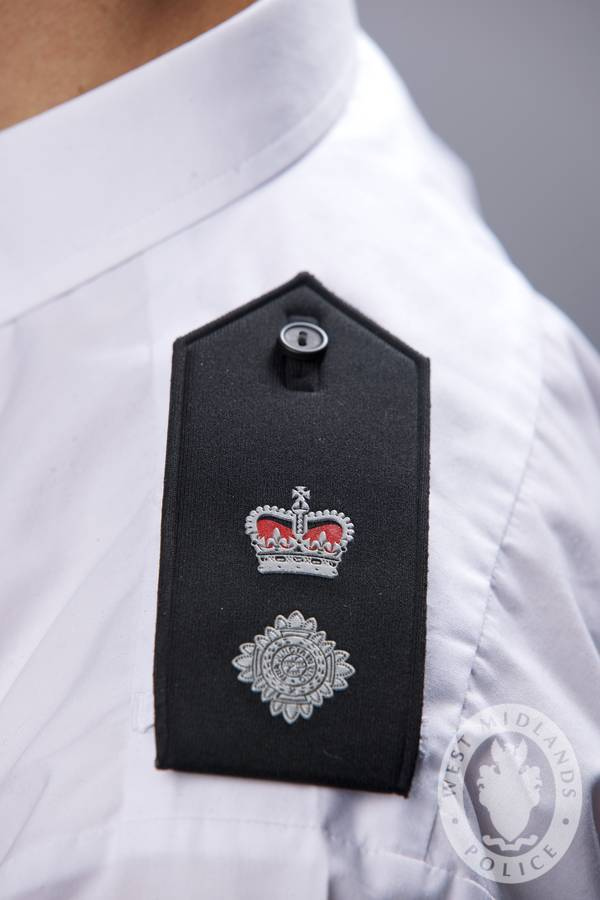
رئيس المشرفين
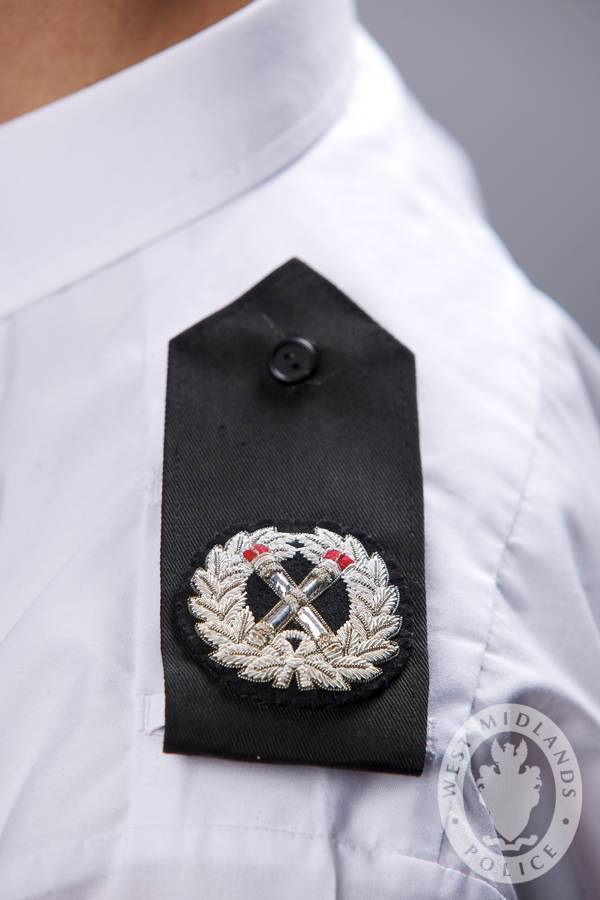
مساعد رئيس الشرطة
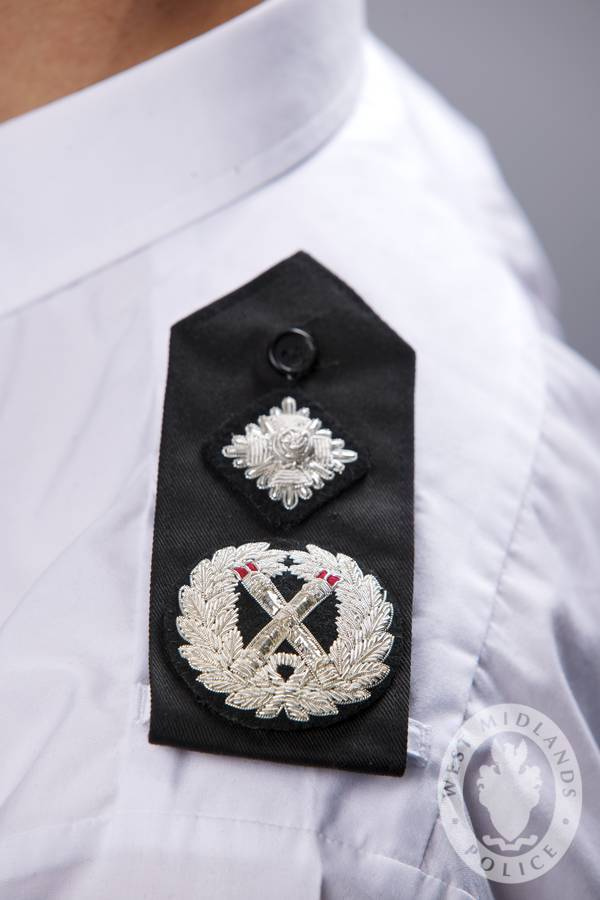
نائب رئيس الشرطة
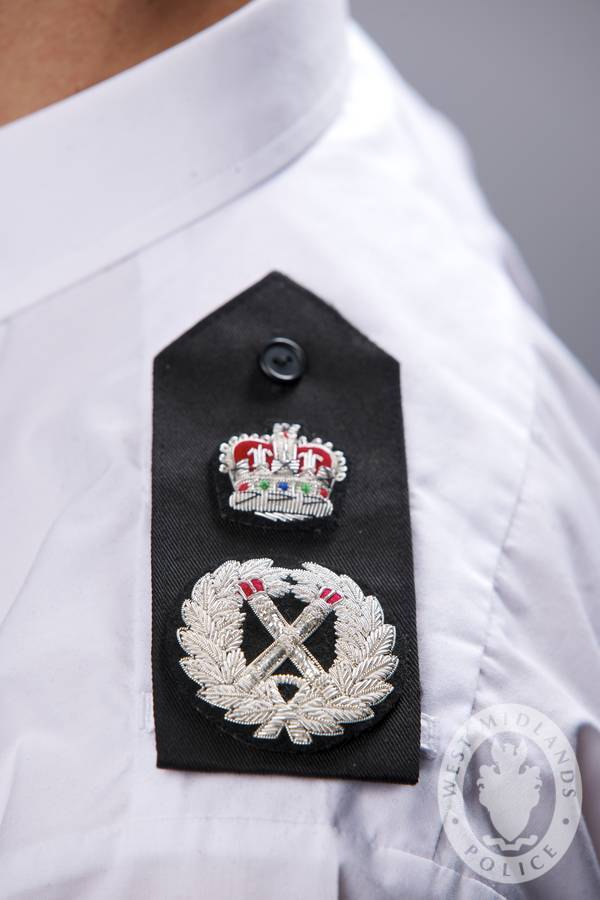
رئيس الشرطة

عند ارتداء الزي الرسمي لشرطة النظام العام، يرتدي الضباط شارات كتف ملونة تشير إلى أدوارهم على التوالي. يرتدي قادة البرونز شارات صفراء، ويرتدي المفتشون شارات حمراء، ويرتدي الرقباء شارات بيضاء، ويرتدي المستشارون التكتيكيون شارات زرقاء، ويرتدي الأطباء شارات خضراء، ويرتدي ضباط جمع الأدلة شارات برتقالية.

### المعدات
كجزء من معدات الحماية الشخصية القياسية (PPE)، يحمل الضباط أجهزة راديو تترا، أصفاد صلبة، رذاذ، وعصا قابلة للتمديد ذات قفل احتكاكي. يتمتع الضباط أيضًا بإمكانية الوصول إلى مجموعات الإسعافات الأولية، قيود الأطراف، والكشافات.
تستخدم وحدات المرور، وخاصة الضباط الذين يقومون بواجبات تحطم التحقيق، أجهزة رسم بالليزر لمسح مواقع التصادم بدقة وتحمل أجهزة يمكن استخدامها لقياس احتكاك الطريق وقيم التباطؤ.

## المنشآت

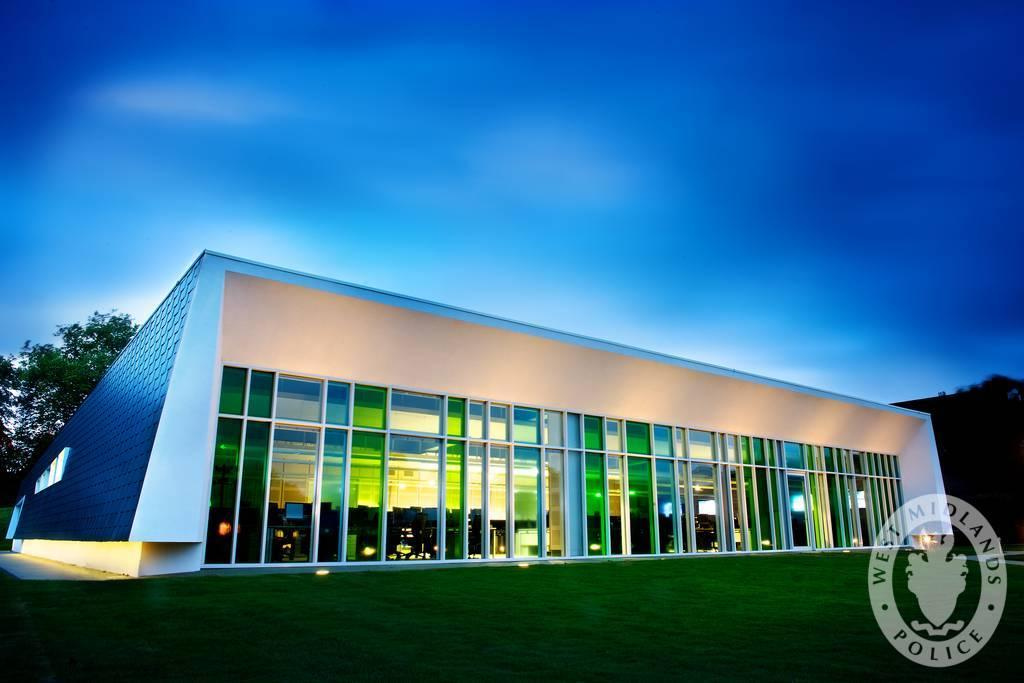
غرفة التحكم بالأحداث

اعتبارًا من عام 2021، هناك 11 مركز شرطة، مع مكتب استقبال في منطقة شرطة وست ميدلاندز، بما في ذلك لويد هاوس في برمينغهام، المقر الرئيسي للقوة. هناك أيضًا مجموعتان من مرافق الاحتجاز في وست ميدلاندز.
تعمل مروحية NPAS من قاعدة في مطار برمينغهام في سوليهل.
تم تنسيق عمليات الشرطة الكبيرة مثل مسيرات الاحتجاج ومباريات كرة القدم من غرفة التحكم بالأحداث (ECS) في برمينغهام. منذ ذلك الوقت، قامت القوة ببناء مركز قيادة جديد مخصص يحتوي على غرفة التحكم بالقوة بالإضافة إلى استضافة عدد من الأقسام الأخرى.
تُستضيف دورات النظام العام في مركز التدريب الإقليمي الذي يتكون من حظيرة طائرات مُحوّلة في موقع كلية كوسفورد لهندسة الطيران بالقرب من تيلفورد. يحتوي الموقع على مرافق تسمح للضباط بتجربة حالات الشغب بما في ذلك التعامل مع سيناريوهات "الشخص المضطرب عاطفيًا" حيث يتعرضون لهجمات من قبل ممثلين يقومون بأدوار بأسلحة.
تدير شرطة وست ميدلاندز برنامج زيارة مرافق الاحتجاز حيث يمكن لممثلين مستقلين من المجتمعات المحلية الوصول إلى مرافق الاحتجاز لمراقبة والتعليق والإبلاغ عن رفاهية ومعاملة المحتجزين. يتم إجراء الزيارات بشكل عشوائي من قبل متطوعين يعملون في أزواج الذين يكتبون بعد ذلك تقريرًا عن الملاحظات التي تم جمعها خلال زيارتهم.
في عام 2017، تم إجراء تفتيش لمرافق احتجاز القوة من قبل المفتش العام للسجون التابع لجلالة الملك.

## اتحاد شرطة وست ميدلاندز
اتحاد شرطة وست ميدلاندز هو جزء من اتحاد شرطة إنجلترا وويلز، وهو الهيئة التمثيلية لكل ضابط شرطة دون رتبة مشرف. يتم انتخاب ممثلي الاتحاد لفترات مدتها ثلاث سنوات ويجب أن يكونوا ضباط شرطة عاملين.
يتم تقييد ضباط الشرطة من قبل لوائحهم من الإضراب والمشاركة في السياسة النشطة، وبالتالي يمثل الاتحاد مصالحهم ويتفاوض نيابة عنهم فيما يتعلق بالأجور، الظروف، والمعاشات التقاعدية.
يتم تمويل الاتحاد من خلال اشتراك شهري يتم دفعه من رواتب الضباط ويوفر التمثيل والمشورة للضباط الذين يخضعون لإجراءات تأديبية.

## صندوق شرطة وست ميدلاندز الخيري
تم تأسيس صندوق شرطة وست ميدلاندز الخيري في عام 1974 بعد دمج القوات المحلية لتشكيل شرطة وست ميدلاندز. يتم تمويل الصندوق من خلال اشتراكات الأعضاء والتبرعات ويتم توزيع الأموال بناءً على طلب اللجنة للأعضاء الذين يعانون من صعوبات مالية.

## الضباط الذين قُتلوا أثناء تأدية الواجب

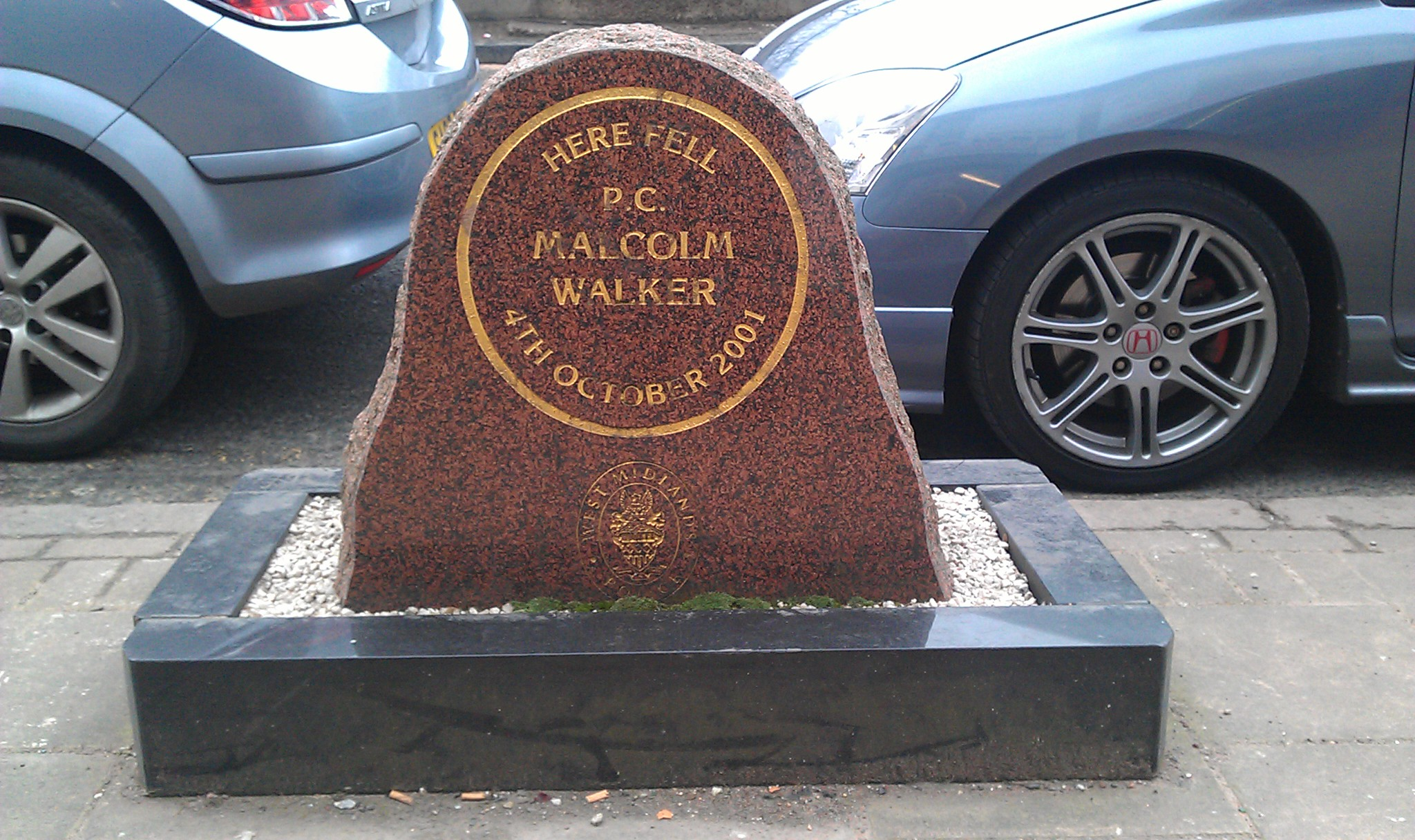
نصب تذكاري للضابط مالكوم ووكر في بيري بار

يقوم صندوق شرف الشرطة وصندوق نصب الشرطة التذكاري بإدراج وإحياء ذكرى جميع ضباط الشرطة البريطانيين الذين قُتلوا أثناء تأدية الواجب. منذ تأسيسها في عام 1984، أقام صندوق نصب الشرطة التذكاري 50 نصبًا تذكاريًا وطنيًا لبعض هؤلاء الضباط.
يتم إدراج الضباط التاليين من شرطة وست ميدلاندز من قبل الصندوق على أنهم قُتلوا أثناء محاولة منع، إيقاف، أو حل جريمة:
- 1975: الضابط ديفيد كريستوفر غرين. طُعن حتى الموت أثناء عملية اعتقال
- 1984: الضابط أندرو ستيفن لو كومت. سقط من سطح أثناء البحث عن مشتبه بهم
- 1984: الضابط كولين جون هول. انهار أثناء الرد على اضطراب وتوفي
- 1988: الضابط غافين ريتشارد كارلتون. أُطلق عليه النار من قبل سارق مسلح أثناء مطاردة شرطية
- 1989: الضابط أنتوني جون سالت. أصيب بجروح قاتلة بعد سقوطه على حفارة ميكانيكية بعد أن شرب الخمر أثناء الخدمة[134][135]
- 2001: الضابط مالكوم إدوارد ووكر. أصيب بجروح قاتلة عندما اصطدمت دراجته النارية أثناء مطاردة شرطية
- 2004: المحقق مايكل سوينديلز. طُعن حتى الموت؛ تم منحه بعد وفاته وسام الشجاعة للملكة[136]

## حوادث وتحقيقات بارزة
- 21 نوفمبر 1974: تفجيرات حانات برمنغهام: قُتل 21 شخصًا وأصيب 182 بعد انفجار أجهزة في حانتي Mulberry Bush وTavern in the Town في وسط مدينة برمنغهام. التحقيق الذي أجرته وحدة الجرائم الخطيرة في ويست ميدلاندز، أدين ستة ولكن تم لاحقًا تعويضهم عن السجن wrongful imprisonment.
- 19 أكتوبر 1978: جريمة قتل كارل بريدجواتر: التحقيق الذي أجرته وحدة الجرائم الخطيرة في ويست ميدلاندز، أدين أربعة ولكن تم لاحقًا إطلاق سراحهم وتعويضهم عن السجن wrongful imprisonment.
- 1989: مراجعة شرطة جنوب يوركشاير بعد كارثة هيلزبره: تم استدعاء القوة للتحقيق في سلوك ضباط جنوب يوركشاير بعد الازدحام في الملعب عام 1989. اكتشفت شرطة ويست ميدلاندز أن شرطة جنوب يوركشاير قد غيرت 164 بيان شاهد وادعت أنهم ضغطوا وهددوا الشهود لتغيير تصريحاتهم حول الكارثة.[137]
- يوليو 1996: هجوم البلطة في ولفرهامبتون.
- 2 يناير 2003: جريمة قتل ليتيشا شكسبير وتشارلين إليس في إطلاق نار من سيارة متحركة مرتبط بعصابات.
- 28 يوليو 2005: إعصار برمنغهام: شارك الضباط في عمليات الإنقاذ والاستعادة بعد أن ضرب إعصار سباركبروك.
- 22 أكتوبر 2005–23 أكتوبر 2005: أعمال شغب هاندزورث: أعمال شغب عرقية في هاندزورث ولوزيلز في ليلتين متتاليتين، بعد شائعات عن اغتصاب مزعوم لفتاة سوداء مراهقة من قبل مجموعة من الرجال من جنوب آسيا. توفي أحد أفراد الجمهور نتيجة طعنات وأصيب ضابط شرطة بطلق ناري.[138]
- 2007: عملية غامبل: مؤامرة من قبل باكستانيين بريطانيين في برمنغهام لاختطاف وقطع رأس جندي مسلم بريطاني. تم مداهمة ثمانية منازل وأربعة أعمال بعد تحقيق شاركت فيه أجهزة الاستخبارات وقوات شرطة أخرى. أدى التحقيق إلى 9 اعتقالات، تم توجيه تهم إلى 6 منهم.
- 2010: زيارة البابا إلى المملكة المتحدة: عملية شرطية كبيرة للمساعدة في إجراءات الأمن خلال زيارة البابا بنديكتوس السادس إلى المملكة المتحدة والتي تضمنت قداس التطويب في كوفتون بارك وعشاء في كلية سانت ماري، ني أوسكوت، سوتون كولدفيلد.
- 6 أغسطس 2011–10 أغسطس 2011: شغب إنجلترا 2011: اضطرابات واسعة النطاق في جميع أنحاء إنجلترا أثرت على مراكز برمنغهام، ولفرهامبتون، وويست بروميتش، بعد مقتل مارك دوغان.
- 2012: الألعاب الأولمبية الصيفية 2012: شارك ضباط من جميع أنحاء وست ميدلاندز في عمليات الشرطة في المنطقة وتم نشرهم للمساعدة في دعم قوات أخرى.
- أبريل - يوليو 2013: محاولات تفجير المساجد وجريمة قتل محمد سليم.
- مايو 2018 - مارس 2020: طائفة الاستحمام في برمينغهام.
- 17 يونيو 2020 - 4 ديسمبر 2021: جريمة قتل آرثر لابينجو-هيوز.
- 28 يوليو و8 أغسطس 2022: عمليات الشرطة خلال دورة ألعاب الكومنولث 2022.

## قراءة إضافية
- M. Talbot, A Peeler in the Family, 2011.
- M. Talbot, Birmingham City Police (1939–1945), 2012.
- J. Klein, Invisible Men: The Daily Lives of Police Constable in Manchester, Birmingham and Liverpool, Liverpool University Press, 2010.
- J. Reilly, Policing Birmingham: An Account of 150 Years of Police in Birmingham, West Midlands Police, 1989.
- P. Browning, The Good Guys Wear Blue: One Mans Struggle Policing the Tough Streets of Coventry, Reality Press Ltd, 2007.

## روابط خارجية
- الموقع الرسمي
- West Midlands Police at HMICFRS